# 法現寺 (郡山市)
法現寺（ほうげんじ）は、福島県郡山市咲田に所在する日蓮宗の寺院。正式には開郡山 法現寺。

## 概要
1893年（明治26年）、鬼子母神信仰の信者達により市内の清水台に建立された鬼子母神堂が起源。郡山市の旧市街地で三番目に長い歴史を持つ。
毎年7月の鬼子母尊神例大祭は市内最初の夏祭りとして、約5万人の人出で賑わう。

## 歴史
- 1893年（明治26年）10月1日、鬼子母神信仰の信者達により、市内清水台に鬼子母神堂が建立される
- 1923年（大正12年）3月、市内細沼町へ移転
- 1926年（大正15年）9月16日、市内咲田の現在地へ移転
- 1946年（昭和21年）10月12日、寺号公称

## 祭礼

### 鬼子母尊神例大祭

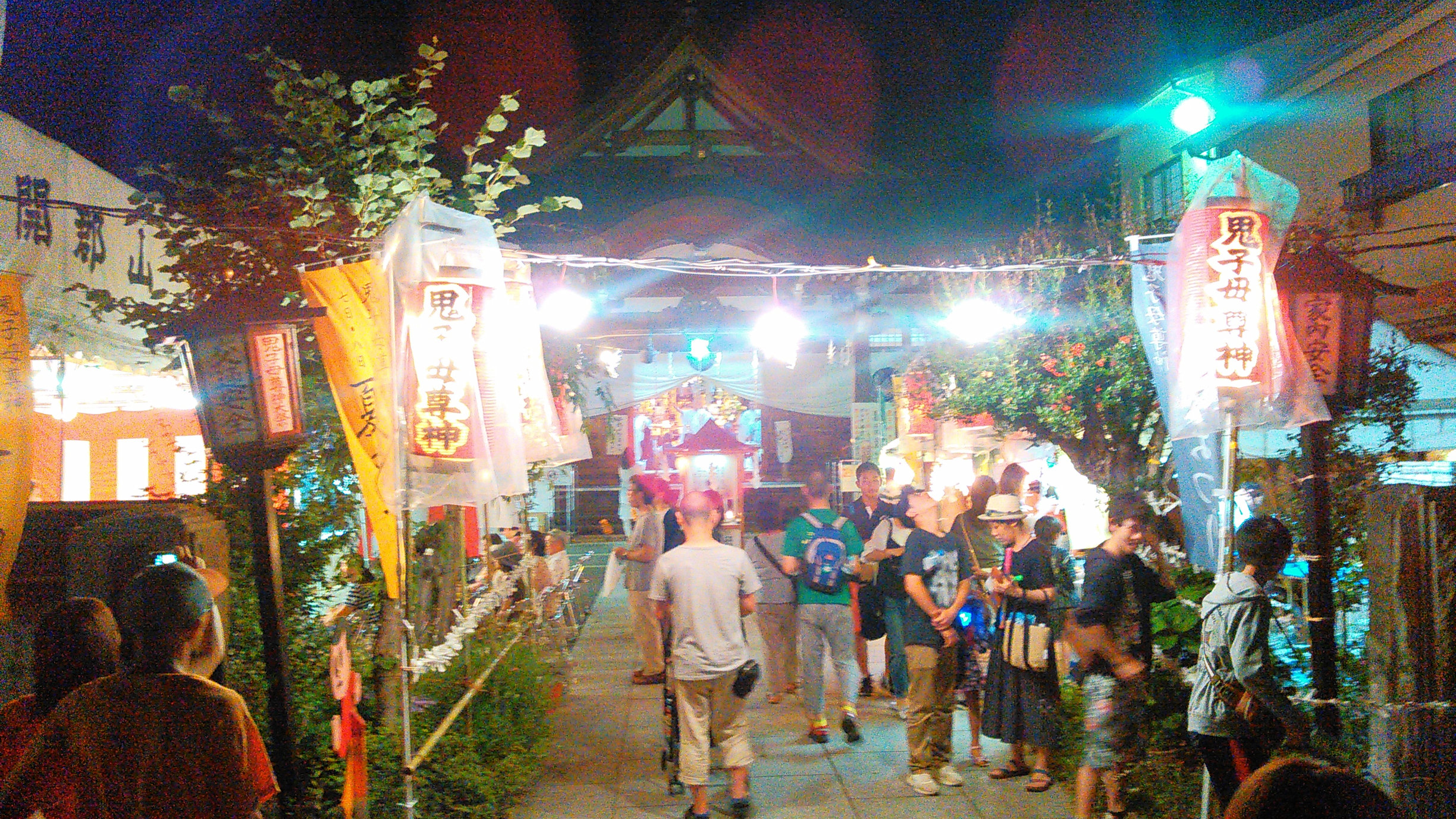
鬼子母尊神例大祭の夜

毎年7月7日、8日にかけて行われる鬼子母神の祭り。「鬼子母神例大祭」とも呼ばれる。
祭礼中は小児安泰・交通安全等の祈祷が本堂で行なわれる他、地元民やご当地アイドルなどによるコンサートなどのイベントが行われる。
また、境内では疳の虫等に効くといわれる祭礼期間中のみ販売の名物「蟲切り飴」が売られる他、約80軒の露店が並び、約5万人の人出で賑わう。

## 寺院周辺
- 丹波家柿羊羹本舗 咲田本店
- せせらぎこみち
- 福島県立あさか開成高等学校
- ふくしまFM 本社

## 交通アクセス
- 東北新幹線郡山駅下車徒歩20分
- 郡山駅10番バス乗り場より西の内経由バス 咲田二丁目下車　徒歩3分